# ニフティサーブ
ニフティサーブ（NIFTY-Serve、のちにNIFTY SERVE）は、1987年から2006年までニフティ株式会社が運営していたパソコン通信サービス。

## 歴史

### サービス開始にあたって
1984年には世界最大のネットワークコミュニティとして確立していた米CompuServeの日本版を作るという構想は複数の会社が持っており、同じ頃にはCompuServeに三菱商事やアスキー等から打診はあったが、CompuServeに英語圏以外に進出する気はなく、運営に関するノウハウをライセンスしてもいいという態度であった。その上、CompuServeが要求するライセンス料が高額であったため実現していなかった。1985年、富士通と日商岩井（現・双日）がライセンス料を折半する話になり、CompuServeとの交渉の上、三井物産が既にライセンス獲得に向けた交渉を行っていたが、富士通・日商岩井がライセンスを受けることになった。
1986年2月4日に日商岩井(NI)、富士通(F)が社員をそれぞれ7名出向させ、合弁企業としてエヌ・アイ・エフ（NIF）を設立した。翌1987年4月15日に正式サービスが開始された。エヌ・アイ・エフは公式にはNetwork Information Forumの略称であるとされる。通信サービス名はエヌ・アイ・エフとCompuServeを組み合わせてNIFTY-Serveとした。この関係から、エヌ・アイ・エフは日本におけるCompuServeの代理店ともなった。
ニフティサーブはCompuServeからコマンド形態や画面様式、クレジットカード決済を使用したオンラインサインアップや会員規約の制定、フォーラムの管理をシステムオペレータに委任するという形態のコミュニティなどのノウハウをライセンスとして受けていた。
ホストシステムはCompuServeのものを使用せず新規に開発した。機械は親会社の富士通が作るメインフレームではなく当初から汎用のUNIXワークステーション（MC68000使用機、後にはSPARCを使用したSPARCstation）を複数台用いた。一般公衆回線からの接続手段として富士通が構築していたパケット交換網（VAN）サービスFENICS（Fujitsu Enhanced Network for Information and Communication Services、富士通強化型情報通信網サービス）を利用した。
あらゆる端末から接続できるように通信プロトコルは特別な符丁を使わない無手順とし、富士通製以外のコンピュータでも接続できるとした。
ニフティサーブが開始された当時は、パソコン本体にあらかじめモデムが組込まれていなかったため、ニフティサーブやPC-VAN等に代表される商用パソコン通信をはじめとし、草の根BBS等の各種パソコン通信に接続するには電話の受話器に装着する音響カプラやコンピュータのシリアルポートに接続するモデムを別途入手する必要があり、初期の通信速度は300bps程度であった。詳細はパソコン通信#システムの項を参照。

### 黎明期
サービス開始当初のフォーラムは45個あり、最初のフォーラムマネジャー（システムオペレーター）はニフティサーブ側がその道のプロや事情に精通した文化人へ依頼した。
ニフティサーブはアスキーネットやPC-VANとは違い、最初から有料であり、またホビー以外の実用性を重視したサービス（有料データベース等）を行っていたため多数の法人会員を擁していた。また、料金の支払いはクレジットカード決済のみであったため、会員はクレジットカードを持つ者に限定されていた。
このような事情から、1980年代のパソコン通信はどちらかと言えばPC-VANのほうが活発であった。これが、ニフティサーブの真面目で、堅苦しいとも言われた文化を決定づけた一つの要因といえる。

### インターネット普及時代の到来
1990年代前半のニフティサーブは、技術を富士通が、営業を日商岩井がフォローするという形で成長が続いた。システム面では積極的なシステムの改良・拡張を続け、使い勝手に変化のなかった他社よりも充実させていた。コンテンツ面においては、オンラインソフトの充実や他社より積極的なメディアミックスによって知名度も高くなり、急成長の原動力となった。1995年にはパソコンブームに乗じて会員数が100万人を突破。先行していたPC-VANの会員数を突破し、日本最多の利用者を擁するパソコン通信サービスとなった。
しかし、右肩上がりの成長は長く続かなかった。1995年頃から日本でもテキストと画像など様々なメディアを混在して表示できる「インターネット」という存在が注目され始めるようになると、パソコン通信のニフティで通っているブランドは優位性を失う。1996年には会員200万人を突破したもののニフティの成長が鈍りはじめ、1997年にはほぼ横ばいになってしまった。
この頃、ニフティサーブはサービス開始以来初めて伸び悩むようになり、先進的なコミュニティを求める一部の会員はより栄えている場所を求めてインターネットや、テレホーダイの開始によって二次的に流行した草の根BBSへと流失していった。たとえば、グラフィックデータを主に扱う「FQLD」というフォーラムは1996年になるとほとんど動きが無くなってしまった。
専門的な内容を扱うフォーラムなど、あえてインターネットを利用する必要のないフォーラムは従来どおりの活動を続けるのだが、周囲の会員が減少することによってニフティサーブでは情報が不足するようになり、最新の情報を得るにはインターネットを併用する必要性が生じ始めた。この頃にはホビー方面の話題ではほとんどの場合インターネットの方が先行するようになっていた。
このような状況に対応すべく、1997年10月1日にはNIFTY SERVE INTERWAYを開始し、ニフティサーブのアクセスポイントにダイヤルアップすることなしに，インターネットから直接ニフティサーブにアクセスすることを可能とした。また、1998年4月1日からはインターネット経由接続のみを行う場合は月定額料金とした。
その一方で、ニフティ訴訟（ニフティサーブ現代思想フォーラム事件）など、コミュニティ上での言論のリスクが高くなったことは親会社の富士通や日商岩井のパソコン通信に対する積極的な関心を失わせた。

### InfoWebとの統合によるサービスの衰退
1999年11月1日に親会社である富士通の運営するインターネットサービスプロバイダ「InfoWeb」と統合した。併せてCIを「@nifty（アット・ニフティ）」に、ワープロ・パソコン通信のサービス名称を「NIFTY SERVE」に変更した。この時、日商岩井はニフティの経営から撤退している。
合併はニフティ側を存続させるという形で行われたが、今後の主力となるインターネット接続サービスはInfoWeb側のシステムを再構築して提供するという方法がとられることとなり、@niftyのリモートホスト名はnifty.ne.jpではなくinfoweb.ne.jpとなる。このため、旧ニフティサーブの会員管理システムに依存していたワープロ・パソコン通信サービスは新システムの利用者（@nifty会員）からは接続できない事になった。
この事態への対処として、従来からのニフティサーブ会員を新システムに収容せず旧会員として維持する体制が取られたが、ワープロ・パソコン通信サービスを必要とする会員のために存続された物であり、@nifty会員向けに提供されているサービスが一部使用できないなど、ニフティサーブを利用する会員に不便を強いる物であった。旧ニフティサーブのシステムを刷新せず温存し、現状のまま維持するという消極的な運営姿勢に転じたことは、ニフティサーブを利用し続けようとする数少ない利用者さえも裏切る展開となる。
2001年頃になるとダイアルアップによるパソコン通信から、テレホーダイ、フレッツISDNなどの定額制が一般的となり、利用がほとんど無くなったフォーラムも多数生じたことから、ニフティは広告等でのニフティサーブの扱いを縮小し、新たに用意した「フォーラム@nifty」（Webフォーラム）の利用、移行を促すようになる。しかし、Webフォーラムはニフティサーブのフォーラムシステムに比べて明らかに劣るものであり、フォーラムを「シスオペ」という名の管理人を中心とした単なる掲示板サイトへ落とし込む物であった。このため、Webフォーラムへの移行を断念して廃止するフォーラムやパソコン通信上に居残るフォーラムもあった。また、Webフォーラムでは旧来からのフォーラムでの文化は馴染まなかったこともあり、新参者が新旧どちらのフォーラムにも来ないと言う致命的な結果を招く事になった。
やがてニフティサーブでの新規の企画も無くなり現状維持のみが行われる状態となり、前衛的であったシスオペや会員の大半はニフティサーブに見切りを付け去っていった。その結果、意欲的なフォーラムは無くなり、残るフォーラムはシスオペや常連が壁などでなれ合うだけのものか、最後の発言が数ヶ月（場合によっては数年）前で、書き込んでも誰からも反応が無い廃墟のようなフォーラムが大半になった。このような雰囲気が新参者の参加をいっそう困難にしてニフティサーブは衰退して行った。

### 終焉
利用者の減少を理由にニフティサーブとして提供していたサービスのうち、「フォーラム」「掲示板」等コミュニケーション系サービスなどが2005年3月31日に、「パティオ」が同年5月31日に、2006年3月31日には「インターウェイ」などを含めた残りのパソコン通信サービスの全てが終了。1987年のサービス開始からおよそ19年の歴史に幕を降ろした。
なお、パソコン通信サービス終了と共にTelnet接続による文字通信サービスも終了したため、Webブラウザを持たないワープロ専用機利用者や視覚障害者から批判の声も少なくなかった。
サービス終了まで存在していたフォーラムのいくつかは「フォーラム@nifty」(Webフォーラム)へ移行したが、ニフティサーブ同様に利用が少ない状態が続き、2007年3月31日にWebフォーラムそのものも終了した。

### 現在
ニフティは現在、インターネットサービスを中心に展開している（詳細は「@nifty」を参照）。また、富士通も2017年にニフティの株をノジマに売却している。
ニフティはニフティサーブでの過去ログやデータライブラリのデータについて、記録を残さない方針を明らかにしており、これらの記録はスタッフや利用者が個々に保管しているものを除いては散逸している。
なお、フォーラム利用者の一部は自主的に新しいサイト「folomy」を立ち上げ2007年4月1日より2013年12月31日まで運用したが、このサービスはあくまでニフティとは無関係である。またそれ以外にも自主的に「フォーラム後継サイト」「フォーラムOBサイト」の類を立ち上げたフォーラムは多い。システム的には、独自の掲示板システムを構築した所、XOOPSやphpBBなどのフォーラムソフトを採用した所、OpenPNEなどのソーシャルネットのシステムを採用した所、またブログに緊急避難した所などがある。
また、期間限定ながら一部サービスをウェブ上で復活させている。
- 2011年4月15日より、ニフティ25周年記念として「NIFTY-Serve」体験コーナーを開始[3]。
- 2012年5月24日より、1年間の限定で新「NIFTY-Serve」を開始[4]。

## 概要

### 入会
ニフティサーブへ入会するためには、導入パック（イントロパック）と呼ばれる加入権が付いた書籍を購入の上でオンラインからサインアップするか、郵便による事務手続きを経て入会手続きを行なう必要があった（イントロパックは後年、市販パソコンやモデムなどにもバンドルされていた）。接続のために必要なカプラやモデムの物理的な接続や通信プロトコルの設定、モデムのATコマンド等は利用者自らが行なう必要があり、これらの設定には通信に関する必要最低限度の知識が求められた。そのため、現在販売されているインターネット接続環境が導入済みのパソコンを使うのとは違って接続に至るまでのハードルが高く、ネット接続に関した知識がない人は嫌でも導入書を読まざるを得ない状態であったことから、最低限度のリテラシーを学ばせる結果にもなった。

### 接続
一般の電話回線を経由してニフティサーブへ接続する場合は、富士通のVAN網FENICS-ROADを経由して接続する。接続には、日本全国に設けられていたFENICS-ROADのアクセスポイントのうち最寄りのものを選んでダイアルアップする必要があった。初期にはアクセスポイントによっては人口比などの理由で同時に接続できる回線数が少ないものがあり、繋がりにくい場合はあえて市外料金を払ってでも都市部のアクセスポイントへ繋ぐようなこともあった。
そのほかにTYMPAS接続、DDX-TP接続、VENUS-P接続、CompuServe経由、テレターミナル通信経由、インターネット上のTelnetプロトコルなどからのアクセス手段も提供された。

### 料金
ニフティサーブの利用料金は基本的に従量料金であり、接続時間によって決まる。しかも、ニフティサーブまでの接続にかかる電話代は別途負担であり、NTTからの請求とともに利用者にとって重い負担であった（時間帯限定の定額制電話サービスである「テレホーダイ」が開始したのは1995年8月22日からである）。
この料金を節約するため接続時間を短縮しようと、接続中の操作をあらかじめ入力しておきマクロで処理させるオートパイロットプログラムの開発が活発になった。また、それによって得られたデータをより見やすくするためのログブラウザが発展したためユーザは未読管理や発言抽出など、高機能な操作環境を享受することができた。
| 日本電信電話 区域内通話料金                                  | 3分あたり10円 |
| ニフティサーブ ネットワーク通信料金（FENICS-ROAD2, 2400bps） | 1分あたり10円 |

パソコン通信のライバル社であるPC-VANが、当初から月額2000円の固定料金を採用していたのに対して、ニフティサーブはその対応が遅れた。理由はフォーラムのオペに通信料金の一部を払っていたためで、オペと交渉に時間がかかったとされている。ニフティサーブはその後、午前3時から、午前8時まで1分8円の割引料金を実施した。接続したままでは割引にならないため、チャットをしている人が一旦ログアウトする様子も見られた。1999年に50時間5000円の半固定料金が設定される。50時間を超えると1分6円であった。50時間の制限時間は後に撤廃され、チャットを除いてPC-VANと同様、月額2000円の料金に最終的には改定されている。

### 接続アカウント（ID）
ニフティサーブへ接続するためには、接続するための認証番号（アカウント）が必要であった。この接続アカウントは原則として一人につき1つ発行されるもので、始めの3文字は英字で残りの5文字は数字でXXX99999のような形式で構成されていた。後に、接続アカウント1つに対し子IDと呼ばれるVFx99999というVFで始まるIDが取得できるようになった。ただし課金はすべて親IDが支払う。また使える機能に一部制限がある。当初は家族や友人にIDをプレゼントしようという事であったが、売り買いコーナーでの詐欺事件が続発したため、同一姓のユーザーでなければ登録できないようにされた（姓の異なる子IDユーザーはID没収になり、新規親IDをとらされた）。ニフティサーブが運用開始した当初は、IDをみると「どのイントロパック（会員制のCUGや会社の社内ネット代わりに使うユーザー向けのキットもあった、PCやモデム添付のキットの場合には、どのメーカーへの添付品かさえも）を使って登録したか」が判る仕組みになっていた。

### ハンドル
自らの実名を明かす必要はなくハンドルと呼ばれるニックネームを各自が決め、会員相互で互いにハンドル名でコミュニケーションを行なう。ハンドルはフォーラムごとに設定可能であり、フォーラムで使い分ける者、共通のハンドルで複数のフォーラムに加入する者、あえて実名をハンドルとする者など様々であった。実名を明かすことなく参加はできるものの、契約段階で会員の身元が判別しているため、問題行動のある会員は運営側で抑えることができたため、匿名によるイタズラ等はあまり意味をなさなかった。しかし、セキュリティや個人情報保護の意識がまだ低い時期ということもあり、ID・パスワードの盗用、借用、なりすましなどが問題になることもあり、後述のように、発言内容を問題視された会員の個人情報が割り出され全国報道の対象となった、という事件もあった。

### プロフィール
IDに対してプロフィールを登録することができ、PROF ID等とコマンドを入力することで参照できた。ここには自己紹介として会員個人の興味のあることや近況などを記すことが主であり、チャットで居合わせた人の素性を知るためによく参照された。
プロフィールに限ったことではないが、当時はすべての情報をニフティサーブの会員だけが読むことを想定して書いていたこともあって、会員以外の外部の人間に読まれるという可能性についての注意が無く、また個人情報の保護という概念が無かったためこれが著作権の問題とともに過去ログなど当時の記録の再利用を困難にしている。

### 会員情報
加入時の契約情報を元に加入者全員のID、本名、都道府県、使用端末が公開され、会員情報として検索できた。後には非公開とすることができるようになったが、「スピリット（こころ）のコーナー」など会員情報を公開しないと参加できないサービスもあった。

### 代表的なコマンド
コマンドの小文字部分は省略可。ニフティサーブではコマンド入力に全角と半角の区別はない。

#### 一般的なコマンド
GO [GOコマンド]
それぞれのサービスに割り当てられたGOコマンドにジャンプする。これを使えばトップメニューから辿らなくても一気に目的のサービスに入ることが出来たため、一番よく利用された。
PROF [ID]
指定したIDのプロフィールを表示する。
E
現在の位置から抜ける、終了。
OFF,BYE
接続を終了する。
/E
文章を入力している際、文章の入力を終了して確認に移る。/EX,//でも同様。
/POST
/Eと基本的に同じだが、その後の入力内容の確認や送信の可否を問わない。

#### フォーラムで使えるコマンド
SAY
会議室で、発言の入力を開始する。
COMPOSE
会議室で、直前に読んだ発言への返信の入力を開始する。
RESP
会議室や掲示板で、直前に読んだ発言の発言者へメールを送信する。
MREAD
会議室で、未読発言を一括表示する。
UST
現在同じフォーラムに居合わせているユーザーのIDリストを表示する。IDだけでは無くハンドルも表示するUST2というコマンドもあった。
SEND [ID] [メッセージ]
現在同じフォーラムに居合わせているIDに対して1行のメッセージを送る。送られた方には現在の操作に割り込みメッセージが表示された。これを受け付けたくない場合、SEND OFFで拒否できた。
QUIT
フォーラムに入会している場合、このコマンドで退会できる。

#### チャットで使えるコマンド
チャットでは基本的に入力の全てが発言と見なされるため、先頭にスラッシュ（/）をつけてコマンドとした。
/TAlk [ジョブ番号]
指定したジョブ番号の利用者へトーク（秘話機能）を持ちかける。トークを相手が受け入れたら他の利用者には見えない場所で二者での対話が出来る。三者以上で相手を限定した会話を行う場合は事前にスクランブルコードを申し合わせた上でスクランブル機能を使う。
/Users [チャンネル]
現在チャンネルに接続している参加者の一覧を表示する。
/HAndle [ハンドル]
チャットの中でのハンドルネームを変更する。
/Channel [チャンネル番号]
チャンネルを変更する。
/Page [ジョブ番号] [メッセージ]
基本的にフォーラムのSENDと同様で指定したジョブ番号の参加者に対して1行のメッセージを送る。/Nopageでこれを拒否できた。
/SCramble [コード]
スクランブル機能で、同じコードを設定している者同士にしか発言が見えなくなる。
/SQuelch [ID]
指定したIDの発言を非表示にする。無視機能であり、荒らしが現れた場合などに指定する。
/ID [ON,OFF]
発言者のIDを発言に添えて表示するかどうか設定する。
/E
終了。

## 電子メール
接続アカウントはメールアドレスを兼ねており、ニフティサーブ内で電子メールのやり取りをする際には、宛先に相手のID（XXX99999）を指定すればよかった（当初は会員間のやりとりしかできなかったが、1992年にPC-VANとの乗り入れが可能となり、更に、同年、インターネットメールとの乗り入れが可能になった）。会員間では送達証明が取れた。また、相手が受信する前なら、送信者は自分が送信したメールを相手の受信ボックスから削除することができた。その他の機能として日付を指定してから送信すると設定した日に相手に届く期日指定メールや、メールをFAXで受信したり機械で読み上げ電話で聞くことができる電子音声メール音声サービスなどがあった。

## フォーラム
フォーラムとはある特定の趣味や話題に興味のある会員同士がコミュニケーションを取ることのできるサービスである。当初はフォーラムの数は少なく、1つのテーマで1つのフォーラムであったが、のちには企業の方針もあり、趣味・志向の細分化に対応して1,000を超えるフォーラムが生まれていった。フォーラムの名称は半角英数字で表されており、先頭の一文字目にはフォーラムを略したFが付き、続いて扱うテーマに基づいた文字が割り当てられた。例えば、ソフトウェア専門フォーラムでは、FGAL（エフガル、エフギャル：GALはギャラリーの略）、通信関連ではterminalからFTERM（エフターム）などのフォーラムがあった。
話題が盛り上がり参加者が多くなることで接続時間数が増えれば、シスオペの収入に結びつく。このことから、シスオペはコンテンツの充実を図ることで更なるサービス向上を目指し、細分化したフォーラムごとの話題をさらに厳選することで特化した話題を扱うことができた。参加者が多くなることでトラブルの発生率も増えることになるが、情報の集積という点で効果が見られた場合も多い。またハンドルネームの使用が普通だったものの、匿名掲示板とは異なり、発言には会員IDが表示されるため個人の特定が可能であり、情報の正確さも評価できる。これをもって現在の匿名掲示板を毛嫌いする旧ニフティサーブ会員も少なくない。
活動が盛んなフォーラムでは、複数のフォーラムを立ち上げて用途や扱う内容によって細分化することもあり、また、細分化したフォーラムが（場合によっては反旗を翻して）独立して運営されることもあった。

### フォーラムの機能
1つのフォーラムには「お知らせ」「掲示板」「電子会議」「データライブラリ」「会員情報」「リアルタイム会議（チャット）」「SYSOP 宛メール」という機能が備わっており、シスオペはこれらの機能を利用してフォーラムの会員に対してサービスを行うことができた。例えばチャット機能を使用するかどうかはシスオペの判断によっていた。シスオペ自らチャットに参加してコミュニケーションを楽しむフォーラムもあったが、面倒だとスタッフ任せにするフォーラムもあった。
また入会にあたっては、無制限に入会を歓迎するフォーラム、何日かの猶予期間を設けて入会が承認されるフォーラム、シスオペ（またはサブシス）の承認によって入会できるフォーラム、既存会員の紹介によってのみ入会が認められるフォーラムなどがあった。

#### お知らせ
フォーラムからのお知らせをシスオペが掲示する場所で、主にフォーラムのローカルルールの公開などに用いられた。その他にも、メンテナンスの予告やデータライブラリのダウンロードランキングの掲載などに使用されることもあった。
会員への周知のための手段は他にもフォーラムを開いたときに表示されるオープニングメッセージと3回表示メッセージ（オープニングメッセージの下に3度のアクセスまで表示されるもの）があった。

#### 掲示板（フォーラム）
利用者（もしくは、管理者のみ）が、その会員に対して伝達事項などを記入しておける場所である。システム上コメントが付けられず、発言の特定が困難だったほか、書き込みが数週間で消えてしまうため、完全に利用しなかったり、専らスタッフからのお知らせ程度に用いるフォーラムが大多数だったようである。

#### 電子会議
1つのフォーラムには最大20個まで（初期には10個）の会議室と呼ばれる電子会議室を作ることができ、各会議室ごとに扱うテーマをシスオペ（またはスタッフ）が設定した。例えば、初心者向けの会議室、高度な話題の会議室、雑談専用会議室、オフ会についての会議室など、シスオペの判断により分化できた（会員側から見た場合、例えば雑談やオフ会は不要と考えるなら、その会議室は飛ばして読めばよい）。各会議室はテーマごとに議論やコミュニケーションを行える場所として機能し、ボードリーダーやテーマに長けた会員が話題を提供して意見交換を行なうスタイルが一般的であったが、活発な会議室ではスタッフの加入無しに会員だけで盛り上がることも少なくなかった。
会議室における意見交換のスタイルは、1つの発言に対して複数も可能なコメント（レス）を付ける方式を採っていた。この方式は、現在のインターネットで散見できるツリー型掲示板に似た形態である。全くコメントのつかない発言もあれば、数多くのコメントが付き、他人宛てのレスに「横入りします」「横レスですが」と他の人がレスをつけ、全貌の把握が困難になるほど複雑怪奇なツリーに育つ場合もあった。なお、会議室の発言は本人またはシスオペが削除することができた。本人が取消したいと思った場合は自ら削除することになるが、レスがついている場合は削除ができなかった。シスオペが不適切と判断した場合等には、シスオペ権限による削除が、レスの有無と無関係に可能であった。
1発言は最大300行まで入力でき、1会議室の最大発言数は999または65,000発言（初期は512発言まで）である。継続して同じテーマが扱われる場合は、新しい会議室をシスオペが作成する必要があった。会議室の一度に閲覧できる上限は999発言（初期は512発言）までであり、それを超えると書き込みができなくなる。またサイクリック方式の会議室ではところてん式に古い発言が消去される。発言の多い会議室では、サイクリックの速さを競ったり、以前の速さと比べて「落ち着いた」「過疎ですね」などと評論することもあった。会議室のコミュニケーションの議事録に相当する記録は「ログ」と呼ばれた。上限を超えた際には、後述のデータライブラリに圧縮または無圧縮で保管されるのが一般的であった。熱心な会員は自分が入会する前の過去ログもダウンロードして一生懸命読み、不案内な初心者へは過去ログを読むこともすすめることもあった（冷たい対応の場合「過去ログ読め」だけで済ますことも多かった）。

#### データライブラリ
データライブラリは、テキストファイルやバイナリファイル、またNAPLPS形式のファイルを保管することができる場所として機能していた。テキストファイルの場合には無手順、バイナリファイルの場合にはバイナリ転送プロトコル（XMODEMやB Plus）を用いて、自作のソフトウェアやデータなどを登録することができた。登録されたファイルはシスオペなどの管理者があらかじめ動作確認やウイルスチェックを行なった後に承認すると一般に公開された。データライブラリには数々のオンラインソフトウェア・データ集・テンプレート・辞書などが登録されており、ニフティサーブの会員はこれらを自由に（フォーラムに会員登録をする必要はあるが）ダウンロードすることができた。
サービスが終了した今、これらデータライブラリに保管されたデータにアクセスはできないが、その一部はVector等のダウンロード専用サイトに登録されており、MS-DOS用のジャンル等から入手することができる。

#### 会員情報
フォーラムに入会している全会員のIDとハンドルのリストを取得することができた。これを元にした個人情報収集が横行したため、1997年に全フォーラムで無効化された。

#### リアルタイム会議
1つのフォーラムに2つ（初期は1つ）のリアルタイム会議室（RT）が設置されていた（利用しないフォーラムもあった）。リアルタイム会議とは、いわゆるチャットのことで、ここに参加をすると同時に参加をしている他の会員と、現在のIRCのように文字だけでリアルタイムのコミュニケーションを取ることが可能だった。リアルタイム会議では、文字だけによるコミュニケーションの情報不足を補う目的で、従来使用されていたエモティコン（顔文字）などを更に発展させた多くの形態が使用された。これら顔文字はインターネットに引き継がれ、携帯電話のメールなどにも影響を与えた。
フォーラムとは無関係に独立したチャットサービス（CB）もあり、機能面ではフォーラム内のものとほぼ同じだった。

#### SYSOP 宛メール
シスオペにメールを送るためのショートカットであり、これを使えばシスオペのIDを調べなくてもすぐに連絡を取ることが出来た（ただし、どのID宛に送信されるかはシスオペが設定でき、フォーラムスタッフに転送されることもあった）。シスオペはニフティとの契約によりユーザーのサポートをする義務があるため、ユーザーの問い合わせ窓口として機能した。ただし、会議室で扱うような一般的な話題は会議室で質問するよう促し、主にフォーラムの運営に関する質問や要望等のみを受け付けていたフォーラムがほとんどであった。

### フォーラムの運営

#### フォーラムの企画
フォーラムを企画し、企画書にまとめニフティに提出し、認められるとフォーラムマネジャーとなり、フォーラムを開設することができた。
1テーマ1フォーラムという原則があり、既に存在するフォーラムに重複するテーマでの開設は（たとえ既に存在するフォーラムでは不足であろうとも）認められなかった。ただし既存のフォーラムが、他の専門フォーラムで扱っているテーマを扱うことまでは妨げられなかったため、結果として複数のフォーラムで似たようなテーマを扱うケースは多数存在した（例：MIDI関連の話題は専用フォーラムのFMIDI以外にも、ソフトウェア系フォーラムのFGALAV・FWINMM・FGALRAYなどでも取り扱われた）。

#### フォーラムマネジャーとシステムオペレーター
ニフティサーブにおけるフォーラムの運営はフォーラムを企画したフォーラムマネジャーに委ねられていた。実際の管理、保守作業を担うシステムオペレーター（シスオペ、SYSOP）という役割も存在したが、これはフォーラムマネジャーが兼任することが基本であった。ただし、一部（規模が大きくなったものや、特にサブフォーラム）ではシスオペを別に任命することもあった。
フォーラムマネジャーやシステムオペレーターはニフティと契約を交わした立場である。フォーラムマネジャーは契約によって設置されたフォーラムの運営に関する責任を担い、システムオペレーターはフォーラムにローカルルールを設定することができ、会員は会員規約によってこれに従う義務があった。
基本的にフォーラムマネジャーにはSDI、フォーラムマネジャーではないシステムオペレーターにはSTFから始まるIDが与えられていた。これらのIDには請求先が存在しないため、通話料のみでニフティサーブを利用できた。
シスオペの多くはアマチュアで、各分野のマニアといった人達であったが、その道のプロ（専門家）が就任することもあった。その分野に関する知識や見識、また話題を盛り上げたり、トラブル発生時の仲裁能力、人望なども備えているのがシスオペの理想像であった。フォーラムごとに会員の接続時間の合計課金の一部がシスオペの報酬として支払われていた。これはキックバックと呼ばれ、中にはシスオペとしての年収が4,000万円を超えるものもいた。シスオペの収入に関しては早い時期には秘密とされていたが、後に報酬が存在することまでは場面に応じて明かされるようになった。

#### サブシステムオペレーターとボードリーダー
サブシステムオペレーター（SUB-SYSOP、サブシス、あるいはフォーラムスタッフ）
契約外システムオペレーターとも呼ぶ。システムオペレーターと同等または一部の権限が与えられた。システムオペレーターの補佐をするフォーラムスタッフとして、たとえば、データライブラリ担当スタッフの場合、データライブラリの保守コマンドを操作する権限が与えられた。
ボードリーダー（BL、議長）
特定の電子会議室における司会進行役、あるいは世話役。特別な権限は無い。
基本的にいずれもシステムオペレーターの私選で指名することができ、フォーラムの運営に協力する一般会員という位置づけであった。これらの会員のIDにはフリーフラグという設定が有効にされ、該当フォーラムでの通信料を免除された。

#### シスオペの権限
シスオペは通信ログの管理ができ、どの会員がいつ会議室に入ったかなどの情報を（その気になれば）見ることもできると言われた。また、退会処分にしたり、発言を削除する権限などを持っていた。和気藹藹の議論が進んでいる間は特に意識もされないことであるが、ときにトラブルが起きるとこうしたシスオペの権限がものを言った。もっとも強制退会処分を受けた会員などは、そのことを非常な遺恨に思うものである。別のIDを取得して秘かに再入会しては、シスオペ・スタッフ批判を執拗に繰り返す…といった場面も時には見られたものである。
またシスオペの採用については「ある程度実績を積んでいる」という条件こそあったものの、それは名ばかりであり、その人物がフォーラムという、数百人〜数千人の会員を抱える団体の代表として適切かのチェックは、事実上行われていなかった。この為バランス感覚の上手い人物がシスオペとなったフォーラムはともかく、問題ある人格がシスオペとなったフォーラムでは、会員の増加に伴いトラブルが頻発、現在まで傷跡が続いているケースもある。シスオペに原因を発するトラブルが多かった事で、ニフティ外にも名前が知れ渡ったフォーラムとしては、映画フォーラム、NECフォーラム、鉄道フォーラム（シスオペ：伊藤博康）、ディフェンスレビュー（ミリタリーマニア）フォーラムなどが存在した。

### フォーラムの盛衰
それぞれのフォーラムにはその話題に精通した人物が集まるため、同好の士の間で話題が盛り上がる。しかし人が多く集まれば喧嘩などのトラブルの確率も増える。トラブルの際には、シスオペなどのスタッフが仲裁に入ったり、その権限で制圧することもあったが、フォーラムによっては、初心者に対して過去ログの案内や適切な会議室への誘導、誹謗中傷など問題発言への対処、歌詞や本の引用等著作権に関する自制など、様々なルールが整備されていき（フォーラムルール）、多くのフォーラムに共通するものがネット上のエチケット=ネチケットとして確立されてくるようになった。これらルールは、初めて発言する勇気がなく、中々発言できないという人のために『パソコン通信「暗黙のご了解」事典 独特の雰囲気にめげないための125の知恵』（Omimi著、メディア・テック出版、1995年 ISBN 4-944080-23-9）といったネチケットをまとめて解説する本も出版された。これらのルールは、環境が大きく変わった現在においても、掲示板やブログなどにおいても有用なものも多く存在する。

### ステーション
ステーションとは第三者の企業が企画し運営するフォーラムである。機能的にはフォーラムと同一だが、企業側からの申請で設置され、企業の広報担当者等がステーションマネジャーとなって管理を担った。ユーザーサポートやユーザー向けの広報発表等、インターネットが普及する前のオフィシャルなコミュニティとして機能した。

## 掲示板
フォーラムや会議室とは別に、会員間の情報交換や交流のために掲示板が設けられていた。
ニフティサーブでは、掲示板に発言を登録することや発言そのもののことを掲示と呼んだ（文字通り、掲示板に貼り付けるということである）。掲示板では、掲示の際にあらかじめ絞り込み用の検索キーを設定できた。これを元に、読みたい種類の掲示だけを読むことが出来た。また、掲示にはそれが何回読まれたかというカウンタが付いていた。掲示は512件まで保存され、保存期間を過ぎるか512件を超えた古い方から削除された。
掲示板では、会議室のような発言の通し番号がなく、発言を一意に特定できなかったためログ整理に支障をきたした。
スピリット（こころ）のコーナーや売買系の掲示板では掲示に入会時の情報に基づいた本名が自動的に挿入された。
1994年時点の掲示板のリストは以下の通りである。
1. ご利用方法
2. 仲間募集
3. 文通コーナー
4. あげます／譲ってください
5. 売ります
6. 買います
7. 教えてください／教えます
8. スピリット（こころ）のコーナー
9. ふるさとボード

## チャット

### CBシミュレータ
CompuServeのCB Simulatorにならい、市民バンドを文字ターミナルで再現するものである。Band AとBand B（後にBand Cが追加）があり、一つのバンドに1〜30チャンネルまでが設けられ、同じチャンネルに接続した者同士でリアルタイムに会話が出来た。このうち、2チャンネルは初心者用チャンネルとされていた。

### フォーラムRTC（RT）
フォーラムの機能の一つ。CBシミュレータとほぼ同等の機能を持っていた。詳細はリアルタイム会議を参照。

### チャットルーム
CBシミュレータを拡張したもので、チャットルーム（部屋）を開設した者が管理者となり参加者をコントロールすることができた。

## 個人会議室
IDに対して1つ開設することが出来る掲示板・会議室である。開設には料金が必要であった。テーマなどは開設者が自由に設定することができ、パスワードを設定しないか公開することで一般からの参加を呼びかけたものや、非公開にして内輪だけで楽しむものなどさまざまなものがあった。

### ホームパーティ（HP）
積み上げ式の簡易的な掲示板で、ハンドルは表示されずIDと題名、本文と投稿日時しか表示されなかった。設置・管理の手軽さから伝言板のような性質を持っていた。
一つの発言は20行までに制限されていた。また、ホームパーティの保存件数は発言数ではなく全ての発言の行数に基づいており、それが200行を超えた分から消去された。このため、少しでも行数を節約するため文中に疑似改行マークと称して◆や▼等の記号を入れ改行と見なすことが一部のホームパーティでは活用された（新聞コラムと同じ手法。行数制限と保存行数は追加料金で100行/1,000行に拡張することが出来た）。
ハンドルが記入できなかったため、題名の後に「／ハンドル名」と続けて発言者を見分けやすくする表記がよく使われていた。

### パティオ（PATIO）
フォーラムの会議室機能を転用したものであり、実質的にフォーラムと同等の会議室を1つ持つことが出来た。ホームパーティより管理機能が豊富で、特定のIDからのアクセスを禁止したり管理者が承認した利用者のみが利用できるようなアクセス制御が可能であった。

## その他のサービス
情報交換以外にもニフティサーブ独自のサービスが提供された。
- シェアウェアの作者への送金手続きやレジストキーの発行を代行するシェアウェア送金代行サービス
- あらかじめ特定のキーワードを指定しておくことで新聞記事から見出しを知らせるクリッピングサービス（スクラップブック）
- 現在のような検索エンジンは存在しなかったため、サーチャーと呼ばれる検索専門家による書籍等の情報提供サービス
- オンラインショッピングモール
- 架空のキャラクター「会話くん」や「おしゃべりきらら」（大森きらら）と文字で対話できる会話型サービス（人工無能）
- 「大貧民」などのゲーム

### 有料データベース
ニフティサーブではフォーラム以外の目玉として、過去の新聞記事の検索から花の相場まで多種多様な実用データベースが情報会社から提供される形で1,000以上用意されていた。
インターネットが普及するにつれてこれらのサービスの利用は減ったものの、これらのサービスではインターネットでは容易に得られない確かな情報がすぐ手に入ったことや他のサービスと同様ワープロ通信からでも使うことが出来たこと、全く装飾のないプレーンテキストで結果を得られることなどから一部の者に重宝されていた。

### NIFTY-Serve ES
日本在住の英語使用者を対象としたサービスでニフティサーブの英語版であった。通常のサービスと共通しているのはメールボックスのみで、その他のフォーラムなどは独立していた。Amigaフォーラムや英会話教師のためのフォーラムなどがあった。

### 法人向けサービス
ビジネスアカウント
企業や団体の人間を一括して入会させる等の際に利用された集団入会制度。
氏名等は自己申告で、一般会員よりチェックが甘かったため一部のフォーラムや掲示板で自作自演や多数派工作等に悪用されることがあり、問題視されたことがあった。
CUG（Closed Users Group）
ニフティサーブのアクセスポイント、システムを利用したクローズドネットワークで、ニフティサーブと同様の手順で接続し、CUG用のIDでログインすると専用のネットワークに接続された。フォーラムや掲示板がニフティサーブとは完全に独立して設置され、団体や企業が内部用ネットワークとして利用した。
プライベートフォーラム（PF、Private Forum）
ニフティサーブ上の非公開のフォーラムで、CUGと同様に団体（専門学校の通信制課程など）や企業が内部ネットワークとして利用した。GOコマンドを知っていれば一般会員でもアクセスできるが、内部に入るにはそれを管理するシスオペの承認が必要であった。また、非公開フォーラムのGOコマンドを一般のサービス上で明かすことは禁止されていた。

## 広報誌
ニフティサーブのフォーラムの情報や、ニフティサーブ利用者である有名人の連載などが載った「OLTJ(ONLINE TODAY JAPAN)」という広報誌を発行していた。1987年2月号創刊。本来は有料の月刊誌だったが、ニフティサーブの会員（途中からはエグゼクティブオプション設定者）には無料で送付されていた。1997年9・10月号からは「NIFTY SERVE MAGAZINE」と改称した。
その後は会員への無料配布を取りやめ、1999年5月号からは「ニフティsuper internet」、2003年4月号からは「walk@nifty」と誌名を変え、インターネットの情報などが中心となったが、2006年8月号をもって休刊した。

## インターネットとの接続
ニフティサーブがインターネットと相互接続を実現したのは、1992年9月1日にWIDEプロジェクトと共同で電子メールの相互接続ゲートウェイを開設してからである。インターネットからニフティサーブに電子メールを送信する際には、ドメイン名としてniftyserve.or.jpを利用していたが、のちにnifty.ne.jpになった（設定の変更によってnifty.comでも利用が可能である）。
インターネットのウェブサイトを個人営業に喩えるとニフティサーブは多岐にわたる情報を集約した百貨店や専門店街に相当すると言われた。

### WIDEインターネット相互接続実験
1992年にWIDEプロジェクトとの接続実験によってWIDEプロジェクトに参加しているネットワークとの電子メールの交換が行えるようになった。この時点では日本ネットワークインフォメーションセンターが管理するアドレス空間のみに接続できた。

### インターネット接続
1994年に海外のインターネットとの接続により下記のようなサービスが提供された。
- インターネットとのメールの送受信
- ニフティサーブ経由でインターネット上のTelnetサーバにログインしたりFTPサーバからファイルを転送するゲートウェイ
- fjなどのネットニュースを読むサービス

### telnet接続
1994年2月1日よりインターネット上からTelnetプロトコルでニフティサーブに接続できるようになった。しかし、電話代がかからないというメリットはあるが、当時の利用料は従量制でありつなぎ放題には出来ず、利用増加にはあまり寄与しなかった。しかし、電子メールの内容確認が速くできることや、Windows 95〜98の標準搭載機能「ハイパーターミナル」を利用する事でバイナリデータの受け渡しが高速に行える事から根強いユーザーも存在した。

### ニフティマネジャー
1995年から提供されていたWindows・Macintosh用のニフティサーブ専用GUI統合通信ソフトである。専用のアクセスポイントへのダイアルアップ接続かインターネット経由での接続によってニフティサーブにアクセスできた。設定や操作が文字ターミナルを使うよりは簡単であり、ライトユーザーに好まれた。統合ソフトであるため電子メールクライアントを内包していたが、現代の電子メールクライアントのように複数アカウントには対応していなかった。
Windows 95の登場によるパソコンブームの頃のPCによくバンドルされ、会員増に寄与した。

### インターウェイ
1997年7月にウェブブラウザからアクセスするための機能としてインターウェイ（INTERWAY）が提供された。これはttyの構造をそのままHTTP上に持ってきたものであり、操作性はあまり良くなかった。

### NNTP接続
1998年からNNTPプロトコルを用いてインターネットからフォーラムの会議室を読み書きするサービスが開始された。発言を読み書きすることだけができ、削除や入会、退会等の操作は他の方法でログインしなければならなかった。

### パレット
1999年4月1日より設置されたフォーラムのWeb会議室。Webサーバ上の認証エリア内にあるツリー方式の掲示板でHTMLによる装飾タグの使用や画像の貼り付けができた。しかし、フォーラムの中にありながらパソコン通信からは全くアクセスできないこと、システム上はインターウェイの中からしかリンクしていないことなどや、フレームを多用したデザインで画面が狭いことなどからほとんど利用されなかった。

### SpiSee
1999年7月1日にWeb上に設置された検索サイトで、フォーラムの電子会議室やパレットの全文検索ができた。

## 文化

### 言葉

#### オン書き・オフ書き
ニフティサーブに限った言葉ではないが、特に初期では接続料金を節約するため、接続前に書き込みや返信文、メールなどをあらかじめ書いて用意しておき、接続中はそれを送信するだけということがあった。これをオフ書き（オフはオフラインのオフ）と言う。オフ書きでは手紙や原稿のように読み手のことを考えて読みやすいように、また字数が少なくなるよう時間をかけて推敲することが普通であった（わかりにくい文章で同じ話題が繰り返されたり、新たな説明を加えたりしなくてはならなくなると、議論当事者だけでなく他の閲覧者にとっても接続料金の負担が増大するため。議論の紛糾が続くこと自体が問題視、批判されることもあった）。オン書きはオフ書きの反対で、接続（オンライン）中に文章を入力しそのまま送信することである。拙速に文章を書きがちなため、敬遠されることもあった。

#### メンテ落ち
ニフティサーブはサービス開始当初は午前8時から翌午前3時までの営業であった。これを超えて接続したままであると、あるいはメンテナンスの時間に入ると接続がセンターから自動的に切断された。これをメンテ落ちと呼んだ。
切断は同時ではなく、接続などの条件によってメンテ落ちの時間に数十秒から数分の差があった。そのためかニフティサーブの初期（1980年代）にはフォーラムRTCの参加者間でメンテ落ちの際に誰が最後まで残るか競うことがあった。
24時間営業となったのは1990年4月からであった。

#### 壁
フォーラムの会議室一覧で、会議室と会議室の間に区切りとして====================のような行を入れることがあった（例えば初期の歴史フォーラムでは、日本史系の話題の会議室と世界史系の会議室、特設会議室の間などに用いられていた）。それの実体は中身のない会議室にそのような題名を設定しただけのもので、本来は書き込めないのだが、設定ミスなどの理由で書き込める状態になっていたものがあった。
そのことを発見した会員同士がそのような会議室を渡り歩きフォーラムのテーマに関係のない雑談を始めたりするなどして、このような雑談に使える区切りの会議室を壁と呼ぶようになった。
後にはフォーラムの活性化をねらって区切りがあえて書き込めるように設定されたり、これが転じてフリートーク用の会議室を壁と呼ぶこともあった。

### フォーラム

#### オートレーシング情報フォーラム（FMOTOR4）
F1の速報が売りであり、インターネットが普及するまでは生中継を見るか、本場のCompuServeに繋ぐ他では最速の情報源であった。フォーラムのスタッフがグランプリの現場まで赴いて会議室で実況中継することもあった。運営に漫画家のすがやみつるが関わっていたことでも有名（すがやは初期に同フォーラムのシスオペも務めた）。

#### MIDI Forum（FMIDI）
コンピュータ音楽やシンセサイザー、キーボードなどに関する話題を扱った。データライブラリには楽曲の耳コピーやオリジナル曲のMIDIファイルが多数掲載されていた。

#### 自然環境フォーラム（FENV）
環境保全運動に関するフォーラムであった。環境保護団体の発表掲載や環境保護活動家間の情報交換が行われた。

#### ジャーナル・オンライン・ネットワーク（FJON）
会員の投稿を記事に見立てた仮想のノンセクションのジャーナル誌で、利用者がレポーターやコメンテーターとなって記事を投稿した。

#### 現代思想フォーラム（FSHISO）
1990年にホームパーティで開設されていた掲示板群から発展したフォーラムである。テーマは「現代社会と思想」。会員がそれらに関する自らの意見を発表したり、他の会員との討議をするフォーラムであった。

#### Software Gallery Forum（FGAL）
オンラインソフトを掲載するギャラリーで、フリーソフト、シェアウェア等を問わず多数の機種のプログラムやデータが収録されていた。ニフティサーブを代表するフォーラムで規模は最大であった。
インターネット普及前のコンピュータ雑誌の付録ディスクには専らここから転載されたプログラムが収録されたほど多岐にわたるプログラムやデータが収録されていた。

#### Windows Forum（FWINDOWS）
業界団体Windowsコンソーシアムの協力で設立されたフォーラムでWindows 3.1時代に設立され、Windows 95発売以降急速に参加者および登録ソフトウェア数を増やし、後に最大規模のフォーラム数を傘下に抱えるフォーラムグループとなった。シェアウェアで有名な秀丸エディターや通信ソフトのNIFtermもここにサポートの場を設けていた。

#### QLD Forum（FQLD）
PC-VANのQLD画像通信のニフティサーブ進出版であり、画像ツールの開発から画像データ公開までを扱った。

#### 全国 BBSフォーラム（FBBS）
パソコン通信に関するフォーラムで、ホストプログラムに関する情報交換や草の根BBSの運用情報や電話帳などが集約されていた。

#### シャーププロダクツユーザーズフォーラム（FSHARP）
シャープ製のパソコンMZ系シリーズ、X系シリーズ、ポケコンなどのユーザのためのフォーラムで、最盛期は複数のフォーラムに分割されていた時期もあった。非商用エミュレータ合法化についての概略は「ニフティサーブで興ったこと・もの」節を参照。

#### 建築フォーラム（FARCHI）
建築をテーマにしていたフォーラムで3フォーラム体制（CAD館・デザイン館・ハイテク館）。Jw_cadもこのフォーラムで生まれ発展した

#### 日本語フォーラム（FNIHONGO）
語文研究社の竹添点氏が私財を投じて開設したプライベートフォーラムで、一般的な日本語の問題の他に、外国人を対象とする日本語教育を扱う会議室もあった。

### 掲示板

#### フリートーク（BFREE）
PC-VANのフリーボードや現在の匿名掲示板に似た性格の電子掲示板であるが、バトルになりがちなことから、PC-VANとは異なり、後に個人情報の公開設定でないと利用できないようになった。一方で、こうした雰囲気になじめない人々は、いつの間にかBFREEひいてはニフティサーブから消えて行った。

#### スピリット（こころ）のコーナー（BBS#8）
BFREE終了後の受け皿として設けられた掲示板であり、各人の考えや意見を自由に書き込む場所であったが、政治的な主張や宗教の宣伝などで参加者同士のバトルが発生することも多く、その様子をウォッチして楽しむ会員もいた。

### コミュニティ

#### 霊魂ch
1995年から1997年頃、CBシミュレータのBandA、8チャンネルで毎週金曜日に定例的に開かれた匿名のチャットである。参加者が全員、原則として霊魂と名乗っていたことからこのように呼ばれた。尚、1997年10月のIDコマンドの追加により匿名性を失った後も、1999年末頃まではハンドルを霊魂に統一したチャットが頻繁に行われていた。

#### あやしいワールド
インターネットにおける匿名掲示板の嚆矢となった「あやしいわーるど」は当初（1995年）ニフティサーブのホームパーティを利用していた。以降のことはあやしいわーるどを参照。

#### バトルウォッチャーパティオ（BWP）
1998年から設置されたニフティサーブの掲示板やフォーラムを舞台に起こる争い事をウォッチするパティオであった。「スピリット（こころ）のコーナー」や「現代思想フォーラム」などがウォッチの中心であった。

### ボランティア
阪神・淡路大震災においてはニフティサーブで震災当日から被害状況の報告や安否確認、救援物資の要請などの情報交換が積極的に行われた。1995年1月26日にはそれらの情報を集約する震災ボランティアフォーラム（FSHINSAI）が設置され、その様子が報道されるなど復興に際しパソコン通信が脚光を浴びた。
後にこのフォーラムはPC-VANやアスキーネットなどの大手パソコン通信とIIJが主宰するニュースグループのThe Network Newsが連携した共通の会議室インターVネットへと発展するが、一度も活用されることが無いまま終息した。

### テーマソング
FILLY・マルチメディアフォーラム(FFILLY)有志で結成した「Back-uppers」と言うバンドによる「悲しみのNIFTY-Serve」（歌唱syaski、作詞・作曲よをちん）と言うテーマソングがある。広報誌「OLTJ」1995年8月号の付録CDにも収録された、半ばNifty公認のテーマソングであり、1995〜96年度の「NETWORKERS JAPAN おふらいんまつり」や2006年のニフティサーブ終了に際しての「さよなら、パソコン通信」などのイベントでも歌われた。

### ニフティサーブで興ったこと・もの
- LHAのソース公開場所や一次配布元はソフトウェア工房（FLABO）であった。
- 製図ソフト・JW_CADは建築フォーラム（FARCHI）の会員が作り、データライブラリに登録されて普及した。
- 統合アーカイバプロジェクトはFWINDEV（後のFWINDB）で興った。
- シャープのパーソナルワークステーション・X68000のROMイメージやシステムディスク（Human68kなど）は SHARP Products Users' Forum（FSHARP）での働きかけによって無償公開された。
- ライトノベルという言葉はSFファンタジー（FSF）で発祥した。

## トラブル

### ニフティサーブ現代思想フォーラム事件
ネット上での書き込みが名誉毀損となるか、また、ネット管理者に書き込みを削除すべき管理責任があるかについて、日本で初めて問われた裁判として注目されたのが、いわゆるニフティ訴訟である（その後提起された他のニフティサーブに関連して起こされた裁判と区別するために「ニフティサーブ現代思想フォーラム事件」とも言われる）。1994年に提訴され、1997年5月27日に一審判決、2001年9月5日に二審判決が出された。発端は現代思想フォーラム（FSHISO：えふしそ）に設置された「フェミニズム会議室」であった。フォーラム名からすると高尚な話題を扱っているようであるが、実際には思想・信条・宗教を異にする者が激しい議論を繰り広げ、しばしば互いに罵倒しあうような光景もみられた。
事件の概要は以下の通りである。運営スタッフでもあった女性会員に対して、新規に加入した男性会員は、批判的な意見をもち、挑発的ともいえる文体での書き込みを繰り返していた。他方、女性会員は男性会員の勤務先などプライバシーを詮索したり、リアルタイム会議室（RT）でのチャットから男性を排除したりした。男性会員は挑発を繰り返し、女性会員が自ら寄稿していた離婚をめぐる私記の中で触れられた2度の中絶と流産の体験について、「胎児殺し」「嬰児殺し」と非難した。さらに男性会員の非難はエスカレートし、誹謗中傷の域に達した。ただ中絶の体験については、他の会員からも女性会員に対する批判的意見がなげかけられた。このような経緯の中で、女性会員はフォーラムでの書き込みをほとんどしなくなった。他方で、女性会員は、シスオペへのメールで、男性会員の発言を削除することを要求し、この際、自分の依頼があったことは伏せるよう条件を付した。シスオペは、「自己責任の原則の下で、フォーラム内での民主的な議論を進めるべきであるから、シスオペの独断、または対象者の依頼があったことを伏したままでの発言の削除は、基本的に行わない」という運営方針をとっていた。このため、当事者間での話合いとフォーラム内での公開での議論をするよう促した。しかし、これを不服として、女性が男性に対して名誉毀損による不法行為責任を、またシスオペ、ニフティ社に対して削除義務違反（監督義務違反）による債務不履行責任を追及するために、民事訴訟を起こしたものである。一審判決では、シスオペ、ニフティ社の監督責任を含め、被告3者に賠償を命じた。二審判決ではフォーラムの性格上シスオペの運営方針は妥当であったと判断され、シスオペ及びニフティ社の責任は否定された（ただし男性の名誉毀損は肯定、確定）。なお、男性会員は、女性会員に対して、RT会議室での排除（スクランブル）が、いわゆる「村八分」にあたり、不法行為（名誉毀損）にあたるとして反訴提起を行った。反訴に対して裁判所は、女性会員が行ったスクランブルについて、「反対意見に対する寛容の必要性についての基本的な理解に欠けることを窺わせる行動」（二審判決）と評価しながらも、1度のチャット中に一時的に排除したに過ぎないことを理由に、法的には、「村八分」と同視するほどの違法性が認められないとして、この反訴請求を棄却した。

### ニフティサーブ本と雑誌フォーラム事件
ニフティサーブの本と雑誌フォーラムの会議室とパティオ上で起った「論争」をめぐる事件である。裁判所が、対抗言論の法理を認めた判決として、注目された。
会員であった原告Xの主張によれば、別の会員AがXに対して、侮辱または名誉毀損にあたる違法な発言を繰り返し行っていたにもかかわらず、ニフティはそれらの発言を放置して違法な状態を黙認し、Xの求めにもかかわらずAの住所氏名を公開しなかったとして、ニフティに対する損害賠償請求と、Aの住所氏名を開示するよう求めた訴訟である。この請求に対して、被告となったニフティは、会議室内での発言の一部分だけをことさらに取り上げて侮辱や名誉毀損と判断するのではなく、相手方の反論によって、やりとり全体やその流れを見たときに、単なる「言い争い」に過ぎない場合、名誉毀損や侮辱にはあたらず、不法行為にはならないと主張し、全面的に争った。
裁判所は、Aの発言がXに対して侮辱的であったことを認めながらも、Xによる反論がXの社会的評価の低下を阻止する効果をもたらしていることなどを理由に、Aの発言の違法性を否定し（対抗言論の法理）、Xの請求を全て退けた。
この事件に関する論評は、『メディア判例百選』（有斐閣ジュリスト別冊）などに収載されている。

### Mちゃん事件
1994年8月14日、掲示板「教えてください／教えます」である掲示がされた。内容は、卑猥な単語を並べ男性からのメールを募るというもので、IDのパスワードを不正に得た他人が掲載したものであった。IDの名義が女性名であったため、これを真に受け呼応しメールを送ってしまった会員がいた。メールはその日の内に同じIDによって掲示され、本名とともに晒し者になってしまった。翌日には晒された会員の一部がそれに気づいてダミーの発言を大量に掲示し問題の発言を押し流す形で消去したが、ログは既に他のネットにまで広まった後であった。不正アクセス行為の禁止等に関する法律（不正アクセス禁止法）の施行前であり、犯人は明らかになっていない。このことは新聞で報道されるなど注目を集めた。後には模倣事件も何度か起きた。

### 会員個人情報の漏洩
1996年頃、フォーラムの一つで、ネットでのルール・マナーを逸脱した書き込みを繰り返したとかいう会員の個人情報につき、その会員の勤務先等の情報が割り出されて全国報道された、ということがあった。当時は個人情報保護の重要性への認識は一般的な反面、個人情報保護法は施行前であり、そのフォーラムのシスオペは、個人情報を割り出したこと等の経緯につき、マスコミ上やネットで度々公言している。なお、フォーラム名、出典は省略とする。

### 東芝クレーマー事件
別名「ニフティサーブ最後の事件」。量販店にて普及型ビデオデッキを購入した福岡の会社員Akkyが、東芝のクレーム処理をめぐり興した一連の騒動である。インターネット時代の企業と消費者のあり方の事例として、各所で取り上げられる本件だが事の発端はニフティサーブである。
先進的なAV機器マニアを自称するAkkyは、ニフティサーブ内のオーディオビジュアルフォーラム（FAV）に参加し、情報収集と活発な意見交換を行っていた。発端となったベスト電器での製品購入も、その日のうちに会議室上に書き込みを行っている。以後、販売店、修理センター、東芝とのやり取りも逐一会議室に書き込み記録を残していた。しかしながら、Aの言動については会議室の常連参加者との対立を生み、システムオペレーターによる発言の削除を行わしめるに至った。
この発言削除が端緒となり、AkkyはFAV運営陣と対立し、会議室内での発言を停止、その前年に開始されたばかりのニフティサーブ会員向けホームページサービス「member.nifty.ne.jp」（会員は無料で2Mバイトの領域が利用できた）に自身のサイトを構築。過去ログをLZHの圧縮テキストとして掲載すると同時に、事件の核心ともいえる音声ファイルを公開した。その結果、東芝製品の不買運動が2ちゃんねる等の匿名掲示板で展開されるに至った。

### 詐欺
広く報道され、耳目を集めたものとして、1996年4月から同一犯によりパソコンのCPUやメモリーを売るなどと称して連続発生した詐欺事件がある。この事件は、いわゆる裏情報をもとに架空口座を作成の上第三者になりすまし、これらの口座に振り込んだ購入者を騙して現金を搾取した典型的な詐欺事犯である。1997年5月9日、会社員だった当該被告人は京都地裁111号法廷で、懲役2年・執行猶予3年の有罪判決を受けている（ニフティサーブ電子掲示板詐欺事件 - 京都地裁 平成8年（わ）1226号・1312号・平成9年（わ）、判例時報1613号156ページ掲載）。

## 代表的なソフト
- LHA：圧縮解凍プログラム
- まいと〜く：パソコン通信ソフト（MS-DOS用、Windows用ターミナルソフト）、InterCOM社製
- CCT：パソコン通信ソフト（MS-DOS用、Windows用ターミナルソフト）、技術評論社製
- WTERM：パソコン通信ソフト（無料、MS-DOS用ターミナルソフト）、フリーウエア
- EmTerm：パソコン通信ソフト（Windows用ターミナルソフト）
- air craft：パソコン通信ソフト（MS-DOS用オートパイロット環境）
- AirCraft：パソコン通信環境ソフト（Windows用オートパイロット環境）、エアクラ
- ComNifty：パソコン通信ソフト（Macintosh用オートパイロットソフト）
- ニフティマネジャー: パソコン通信ソフト（Windows用オートパイロット環境）
- 秀Term：パソコン通信ソフト（Windows用オートパイロット環境）
- NifTerm：パソコン通信ソフト（Windows用オートパイロット環境）
- EmNifty：パソコン通信ソフト（Windows用オートパイロット環境）
- MOPTERM：パソコン通信ソフト（FM-TOWNS用・Windows用オートパイロット環境）